# Martin Schøyen
Martin Schøyen (* 31. Januar 1940) ist ein norwegischer Geschäftsmann. Er ist Eigentümer der Martin Schøyen Collection, der größten privaten Handschriftensammlung der Gegenwart mit über 13000 Manuskripten.
Martin Schøyen wurde als Sohn von Martin Olsen Schøyen geboren. 1962 übernahm er nach dessen Tod das Busunternehmen Ingeniør M. O. Schøyens Bilcentraler und eine Handschriftensammlung.
Diese baute er durch umfangreiche Ankäufe aus.
2004 war er Hauptaktionär der Schøyen Gruppen A/S.